# Le Pays (journal français)
Pour les articles homonymes, voir Le Pays.
Le Pays est un journal quotidien français publié entre 1849 et 1914. Initialement de tendance républicaine conservatrice, il a servi de journal officieux au régime bonapartiste sous le Second Empire.

## Histoire
Le Pays, journal des Volontés de la France est fondé à la fin de l'année 1848, avec pour vocation initiale de servir de tribune aux départements. Annoncé par une circulaire datée du 15 décembre, le lancement du quotidien a lieu le 1er janvier suivant. La ligne politique est alors celle de « la réunion de la rue de Poitiers », c'est-à-dire des conservateurs et autres républicains du lendemain. Le journal, qui a ses bureaux au no 11 de la rue du Faubourg-Montmartre, a Édouard Alletz pour rédacteur en chef. Ce dernier est également copropriétaire du Pays aux côtés de Louis Grossin de Bouville, gérant, qui remplace Alletz en tant que rédacteur en chef en 1850.
Au mois de juin, Le Pays absorbe La Bonne Foi, une feuille de même orientation politique mais s'adressant à un lectorat plus populaire. Ainsi, le journal paraît pendant quelques mois sous le titre Le Pays et La Bonne Foi (28 juin 1849 - 31 décembre 1849).
En avril 1851, le journal est racheté par l'homme d'affaires Jules Mirès. Copropriétaire et directeur du Journal des chemins de fer, Mirès avait également fondé en 1849 un mensuel, Le Conseiller du peuple, qui servait de tribune à Alphonse de Lamartine. Ce dernier est alors engagé comme directeur politique du Pays, avec un traitement de 50 000 francs par an. Il a pour rédacteur en chef Arthur de La Guéronnière, qui écrivait auparavant pour La Presse de Girardin. Le 9 avril, Lamartine publie un manifeste explicitant la ligne éditoriale du quotidien : « Journal conservateur de la République par la République », le Pays affiche son républicanisme modéré, sans bonapartisme ni opposition personnelle à Louis-Napoléon Bonaparte, président de la République depuis décembre 1848. Le journal ne s'opposera donc pas à la révision constitutionnelle souhaitée par les partisans du président (la Constitution de 1848 empêchant ce dernier d'être réélu en 1852) si l'Assemblée nationale législative la vote à la majorité des trois quarts. Lamartine se déclare également favorable à une nouvelle loi électorale plus démocratique que celle du 31 mai 1850.

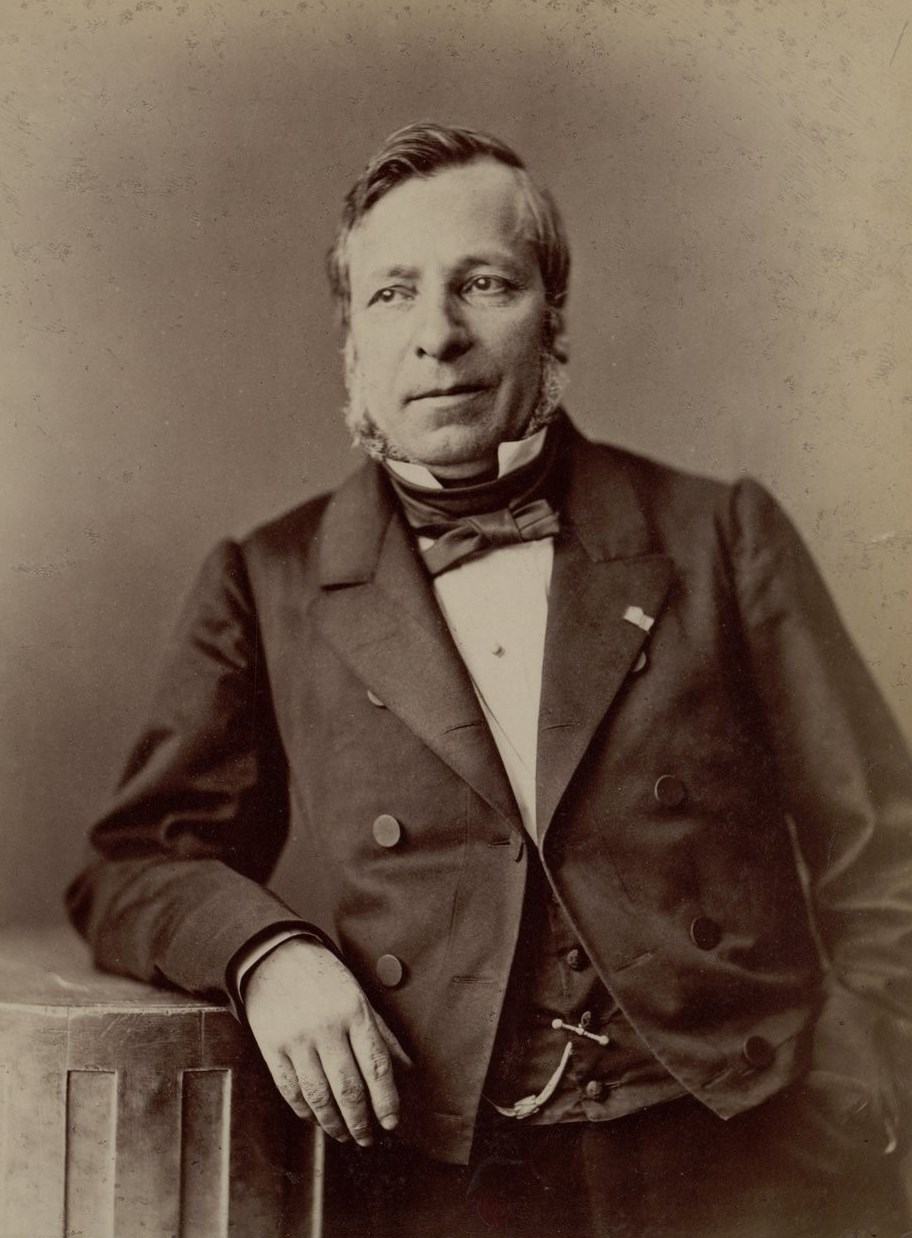
Jules Mirès, propriétaire du Pays à partir de 1851.
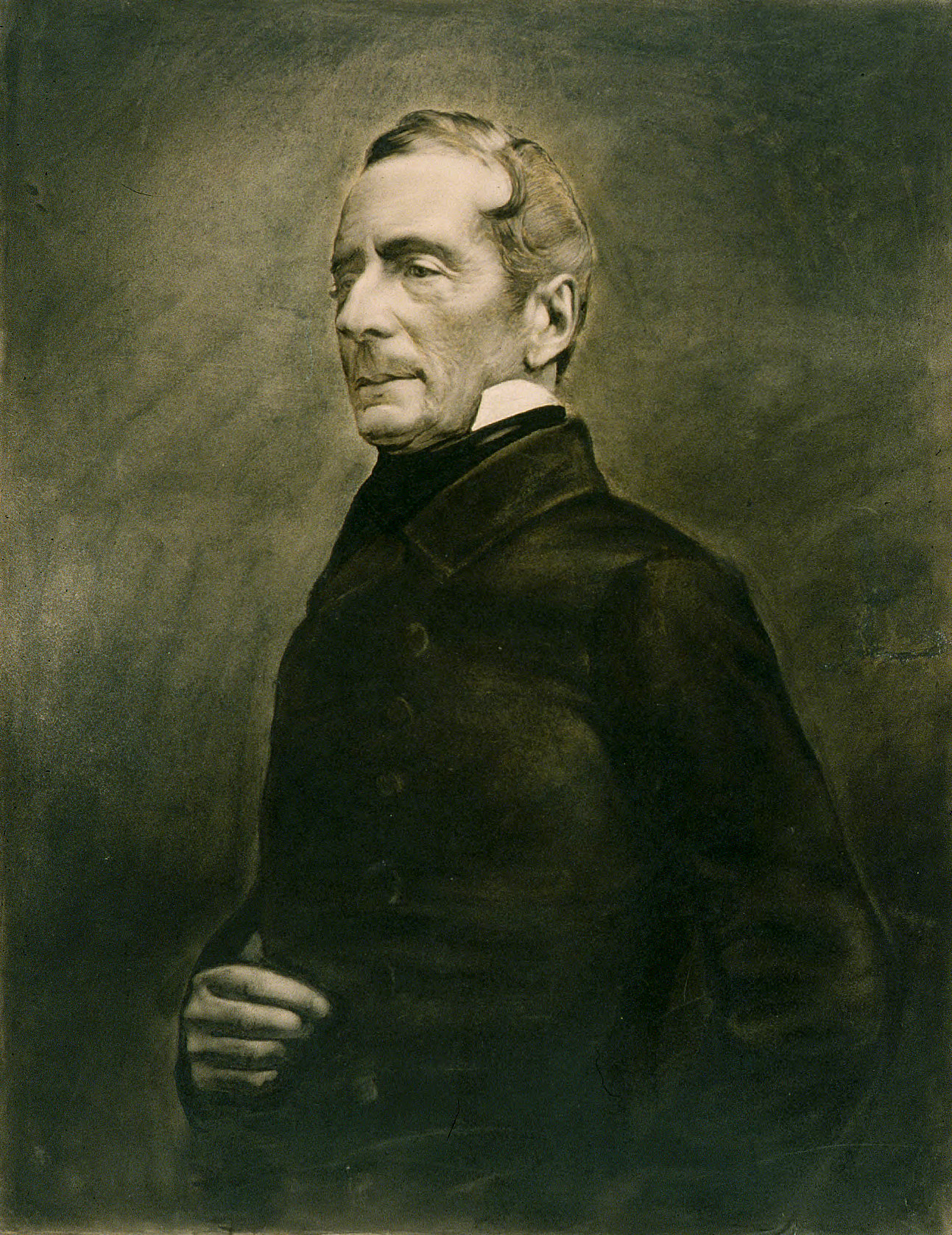
Alphonse de Lamartine, directeur politique du Pays en 1851.
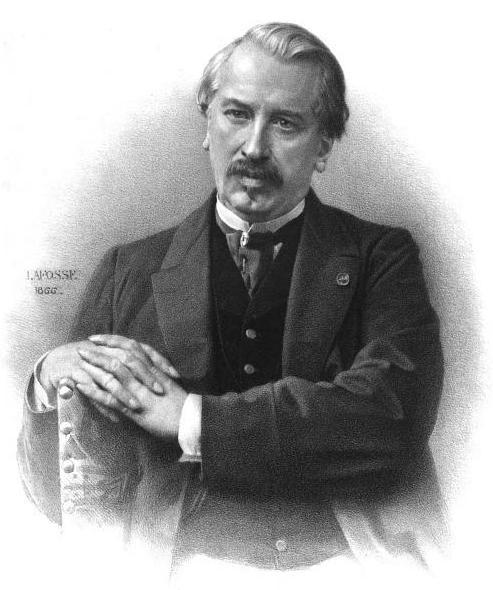
Arthur de La Guéronnière, rédacteur en chef du Pays à partir de 1851.

Entre le 8 et le 16 septembre, Le Pays publie un portrait de Louis-Napoléon Bonaparte par La Guéronnière. Ces articles sont réprouvés par Lamartine, qui les juge trop complaisants à l'égard de son concurrent de décembre 1848 et préjudiciables à l'image du journal autant qu'à la sienne. Il effectue donc une mise au point en demandant au rédacteur en chef d'insérer une longue lettre d'explications puis en résumant la ligne politique du journal en tête du numéro du 18 septembre.
À la suite de cet incident, Horace de Viel-Castel conseille au chef de l’État de recourir à La Guéronnière pour contrer l'influence du puissant patron de presse Louis Véron, propriétaire du Constitutionnel. Une entrevue a lieu au début de novembre entre le président et le rédacteur en chef, préparant ainsi le ralliement du Pays à la cause bonapartiste.
Le Coup d’État du 2 décembre 1851 est réprouvé par la plupart des collaborateurs du journal, tels que François Ducuing, Blaise des Vosges et Charles Rolland, qui joignent leur démission à celle de leur rédacteur en chef. Lamartine, alors souffrant et éloigné de Paris, quitte également la direction politique du titre. La démission de La Guéronnière, qui est opposé au Coup d’État sur la forme mais en accord avec Bonaparte sur le fond, n'est que provisoire : dès le 10 décembre, il reprend son poste de rédacteur en chef avant de devenir le directeur politique du Pays en août 1852, à l'occasion du changement de format du journal. Le 7 août, Viel-Castel note : « Le Pays est tout à fait dans les mains du Président, qui a voulu y faire entrer Granier de Cassagnac ». Le gouvernement soutient alors le journal dans sa baisse de prix afin de concurrencer le Constitutionnel de Véron. Finalement, ce dernier se résout à vendre son journal dès le mois de novembre : Mirès en fait l'acquisition et l'associe au Pays au sein d'une « Société anonyme des journaux réunis ». Celle-ci continue à recevoir des subsides du gouvernement. Le 2 décembre 1852, jour de l'instauration officielle du Second Empire, Le Pays affiche ostensiblement sa proximité avec le pouvoir en adoptant le sous-titre « journal de l'Empire ».

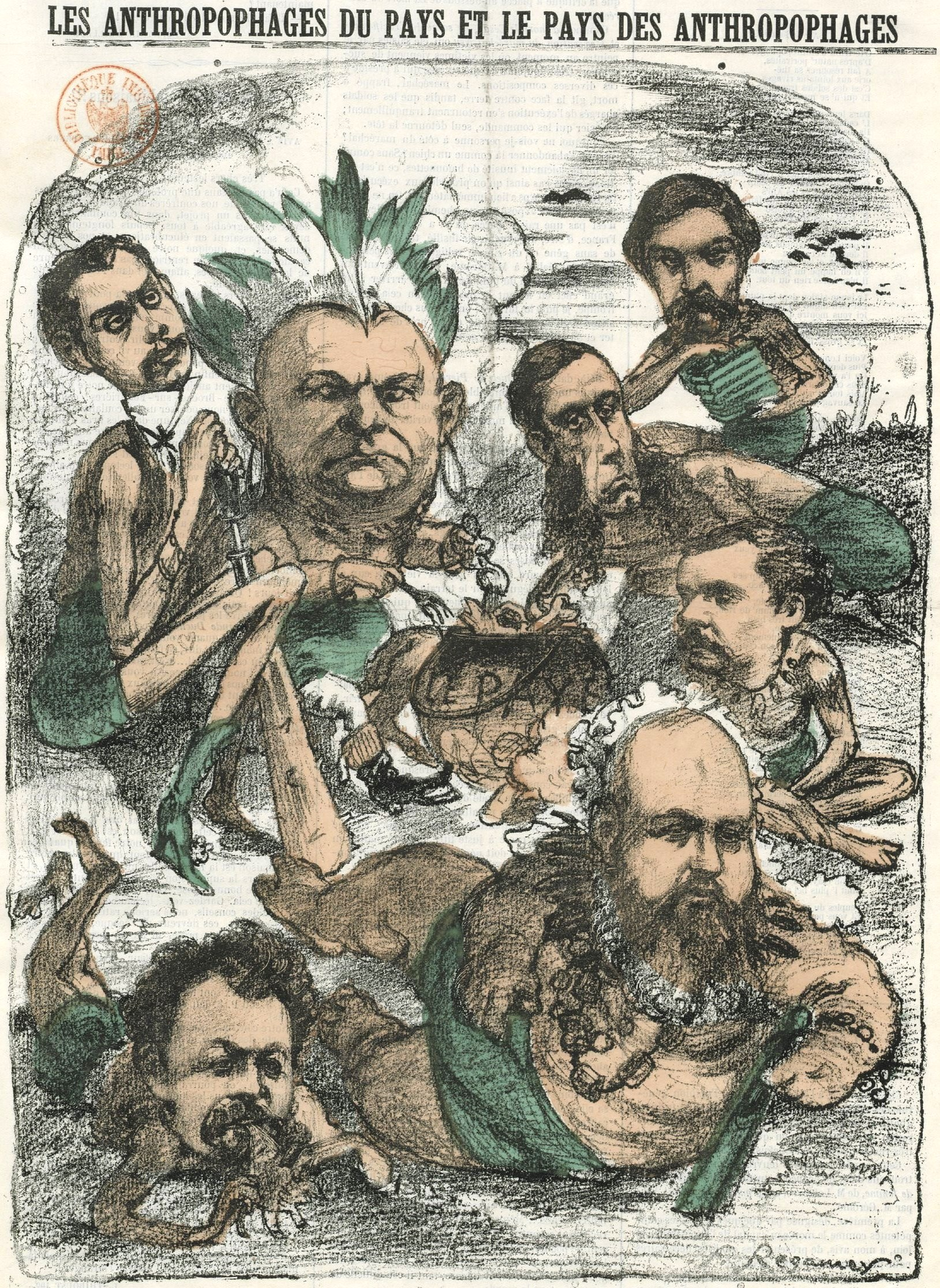
« Le Pays des anthropophages » (caricature de la rédaction du Pays par Régamey, 1868).

En 1853, Le Pays compte environ 16 000 abonnés, soit autant que La Patrie (un journal bonapartiste ayant une ligne éditoriale très proche de la sienne), et n'est distancé sur ce plan que par trois autres journaux politiques, Le Siècle (25 000 abonnés), Le Constitutionnel (23 000) et La Presse (17 000).
Le Pays est connu pour avoir prépublié l'ensemble des Histoires extraordinaires et des Nouvelles Histoires extraordinaires d'Edgar Poe, traduites par Charles Baudelaire, en 1854-1855, ainsi que des romans feuilletons de Paul Féval, Alexandre Dumas et Ponson du Terrail.
Au cours des années 1861-1885, les rédacteurs en chef les plus marquants du Pays sont les Granier de Cassagnac, père et fils. Le premier y est entré dès la conversion du quotidien au bonapartisme.
Malgré la chute du régime impérial auquel il était lié, et malgré une suppression décrétée par la Commune en avril 1871 puis un décret de suspension de trois mois signé par Thiers en novembre de la même année, Le Pays continue à paraître au début de la Troisième République. En 1880, il est le plus lu de tous les journaux bonapartistes.
En novembre 1885, le directeur politique, Albert de Loqueyssie, remplace Paul de Cassagnac par Robert Mitchell. Ce dernier est un partisan de Victor Napoléon.
En 1888, Le Pays soutient ouvertement le général Boulanger. Devenu boulangiste, le Pays se rallie également à la république sous l'influence de Paul Lenglé : dès le 9 septembre 1889, le mot république apparaît dans le sous-titre du journal.
En avril 1900, le journal est à bout de souffle lorsqu'il est racheté par Ernest Renauld, qui tente d'en faire un organe antiprotestant.

## Collaborateurs notables
Les périodes d'activité des rédacteurs en chef et directeurs politiques du Pays sont indiquées respectivement entre crochets et entre parenthèses.
- Édouard Alletz [1849-1850]
- Joanny Augier
- Alexandre Basset [1856-]
- Samuel-Henry Berthoud
- Adolphe Blaise (des Vosges)
- Victor Bonnet
- Fernand Boudeville
- Louis Grossin de Bouville [1850-1851]
- Baptiste Capefigue
- Paul de Cassagnac [1867-, 1877-1885]
- Amédée de Césena
- Auguste Chevalier (1862-)
- Joseph Cohen [1849-1850]
- Ernest Dréolle
- Armand Dubarry [1871]
- François Ducuing
- Pierre Duplan
- Eugène de Fresne
- Ernest Gay
- Alcide-Pierre Grandguillot [1862-1863]
- Adolphe de Granier de Cassagnac [1861-1863, 1866-1867] (1859-1869)
- Pierre-Antoine Grenier [1863]
- Eugène Guinot
- Arthur de La Guéronnière [1851-1853] (1852-)
- Henry de La Garde
- Fred. ou Fél. Harmand (ou Harmamd) [1894-1900]
- Albert Lachaud de Loqueyssie (fl. 1885-1888)
- Alphonse de Lamartine (1851)
- Louis Le Barbier (1892-1894)
- Paul Lenglé [1889-1892]
- Paulin Limayrac [1861] (1861)
- Alexandre Lomon
- Georges Maillard
- Robert Mitchell [1885-]
- Abbé Moigno
- Charles-Paul-Eugène Poriquet
- Ernest Renauld (1900-1901)
- Amédée Renée (fl. 1858-1859)
- Sidney Renouf [1863]
- Albert Rogat
- Charles Rolland
- Gaston de Saint-Valry
- Paul de Saint-Victor
- Charles Schiller
- Auguste Vitu

## Pour approfondir